# 미디어 클립
미디어 클립(media clip)은 오디오 클립이나 비디오 클립 등 전자 매체의 짧은 부분이다.
미디어 클립은 영화 클립과 마찬가지로 본질적으로 홍보용일 수 있다. 예를 들어, 개봉 예정인 영화를 홍보하기 위해 많은 배우들이 자신의 순회에 영화 클립을 첨부한다. 또한 미디어 클립은 음향효과에 사용되는 오디오 클립과 같은 다른 제작물의 원본 자료일 수도 있다.